# Delali Ayivi
 (juillet 2023).
Si vous disposez d'ouvrages ou d'articles de référence ou si vous connaissez des sites web de qualité traitant du thème abordé ici, merci de compléter l'article en donnant les références utiles à sa vérifiabilité et en les liant à la section « Notes et références ».
 (mars 2025).
 (mars 2025).
Motif : peu de sources secondaires : beaucoup de CV en ligne et catalogues
- Archive Wikiwix
- Bing
- Cairn
- DuckDuckGo
- E. Universalis
- Gallica
- Google
- G. Books
- G. News
- G. Scholar
- Persée
- Qwant
- (zh) Baidu
- (ru) Yandex
- (wd) trouver des œuvres sur Wikidata

| 1. | Préciser le motif de la pose du bandeau. | Précisez le motif de la pose du bandeau en utilisant la syntaxe suivante : {{admissibilité à vérifier\|date=juillet 2025\|motif=remplacez ce texte par le motif}}                 |
| 2. | Informer les utilisateurs concernés.     | Pensez à avertir le créateur de l'article, par exemple, en insérant le code ci-dessous sur sa page de discussion : {{subst:avertissement admissibilité à vérifier\|Delali Ayivi}} |

Delali Ayivi, née en 1998 à Baltimore(États-Unis) , est une photographe togolaise-allemande qui est née d'un père togolais et d'une mère allemande

## Biographie
Delali Ayivi naît d’une mère allemande et d’un père togolais. Elle passe ses quinze premières années en Allemagne, puis elle déménage pour le Malawi (Lilongwe). Après avoir fini l’école secondaire, elle déménage en nouveau sur Londres où elle s'inscrit pour poursuivre ses études à l'université des arts de Londres. Elle obtient ensuite un diplôme du London College of Fashion (en). Aujourd’hui, elle vit entre Lomé (Togo) et New York.
Son arrière-arrière-grand-père, Alex Agbaglo Acolatse, est l’un des premiers photographes du Togo. Delali commence à photographier ses amis et sa famille dès son enfance. Envahie par un esprit de curiosité, elle décide de faire connaitre les vertus dont disposent ses deux origines d'une part occidentale et d'autre part africaine. Elle s'inspire des cultures et histoires anciennes afin de faire découvrir leurs richesses qu'elles détiennent au monde entier.

## Vie professionnelle
Delali Ayivi a été inspirée par la fonction de son arrière-arrière-grand-père photographe met en place en collaboration avec son amie Malaika Nabillah, une étudiante en médecine et entrepreneure créative à Lomé, un projet photographique appelé "Togo Yéyé"(projet en cours).
Elle publie deux séries Heimat (en quarantaine) et Réflexion on "Heimat" qui lui ont valu le titre de Foam Talent en 2021 et ont été présélectionnées pour le prix Taylor Wessing National Portrait Gallery.

## Prix
Delali Ayivi obtient des prix de reconnaissance qui sont: 
- Conseil britannique de la mode : NEW WAVE CREATIVES 2023[2]
- Elle a été présentée par la galerie Number 8 au 1-54 New York 2023[5]
- Prix de la nouvelle génération du musée pH, 2022
- National Portrait Gallery - Liste des finalistes / exposants, 2021 Foam Talent, 2021
- C'EST BIEN QUE J'OBTIENNE UN DIPLÔME, 2020[2]

## Œuvre
Elle constate que le Togo est peu connu dans le domaine de la mode, contrairement à d’autres pays africains, comme le Nigeria, le Ghana, la Côte d'Ivoire et le Sénégal. Elle désire alors participer au développement d’une mode spécifique au Togo.
À la suite de ces constats, Delali lance, en 2019, le projet « Togo Yéyé » («nouveau Togo» en éwé) en collaboration avec Malaika Nabillah. Leur volonté est de valoriser leur communauté et l’industrie culturelle et créative du Togo, ainsi que de rendre hommage à leur communauté et de l’unir, en mettant en avant des artistes innovants, en particulier dans l’industrie de la mode de Lomé. Très patriotiques et avec une vision panafricaine, les créatrices de Togo Yéyé pensent que les artistes des différents pays africains doivent s’inspirer de leur identité propre pour développer ensemble une véritable culture africaine,. Le projet Togo Yéyé est exposé au festival Photo Vogue 2021 et reçoit le pH Museum new Generation Prize 2022. Une exposition personnelle est commandée par le Palais de Lomé en février 2022.
Depuis, Delali a créé deux projets, Heimat (In Quarantine) et Reflection on «Heimat». Ces projets obtiennent le titre de Foam Talent 2021 et sont présélectionnés pour le prix de la Taylor Wessing National Portrait Gallery.